# Dušan Dragosavac
Dušan Dragosavac (Vrebac kod Gospića, 1. prosinca 1919. – 21. prosinca 2014.), bio je hrvatski političar, sudionik Drugog svjetskog rata u partizanima. Od 20. listopada 1981. do 20. lipnja 1982. bio je glavni tajnik Saveza komunista Jugoslavije.

## Politička djelatnost
Bio je u skupini dužnosnika koji su se protivili procesima koje nazivamo hrvatskim proljećem: Ema Derossi-Bjelajac, Jure Bilić, Ante Josipović, Milka Planinc, Josip Vrhovec, Jelica Radojčević (svi iz članovi IK CK SKH), predsjednik Saveza sindikata Hrvatske Milutin Baltić, Čedo Grbić, iz SUBNOR-a Pero Car, iz JNA general Rade Bulat, iz hrvatskog partijskog vrha to su bili Vladimir Bakarić te predsjednik Sabor SRH Jakov Blažević, a od studenata to su bili "Žarko Puhovski..., Damir Grubiša..., Lino Veljak, ...Dušan Čizmić Marović, Stipan Marović i drugi."
Studenoga 1971. održan je 22. plenum CK SKH na kojem su se razišle nacionalna i unitaristička struja hrvatskih političara. Potonje su činili Vladimir Bakarić (čelni), Dušan Dragosavac, Jakov Blažević, Jure Bilić, Milutin Baltić i Josip Vrhovec. Tjedan poslije održan je plenum Saveza sindikata Hrvatske, na kojem je unitarist Milutin Baltić, predsjednik te organizacije, uspio isključiti iz sindikalnog vodstva nacionalne vođe Juru Sarića i Marka Veselicu.
U godinama pred raspad SFRJ, kad je bila liberalizacija političkog života jer je pad komunizma bio očit, ni organi Saveza komunista ni državni organi nisu poduzimali represivne mjere protiv osnivanja političkih stranaka. U samom Savezu komunista Hrvatske razvilo se reformsko krilo, koje je osjetilo da je vrijeme napustiti naslijeđeni partijski program, otvoriti vrata demokraciji i ući u otvorenu borbu protiv velikosrpske opasnosti. Istaknutiji predvodnici toga krila bili su Hrvati Drago Dimitrović i Celestin Sardelić. Nasuprot tom krilu, u CK, Vladi i Saboru jake je pozicije imalo i konzervativno krilo. To krilo, odgovorno za "hrvatsku šutnju", bilo je protiv reforme, ali je bilo nemoćno i po sastavu heterogeno. Neki su bili protiv višestranačja zbog straha od mogućega revanšizma desničarskih, posebno proustaških elemenata. Većina srpskih prvaka nije mogla zamisliti život izvan Jugoslavije. Neki su od njih bili vrlo odlučni protiv Slobodana Miloševića i velikosrpskog ekspanzionizma jer su bili svjesni da oni razbijaju Jugoslaviju i time dovode u pitanje opstanak srpskoga naroda u Hrvatskoj (Milutin Baltić, Dušan Dragosavac i dr.).[nedostaje izvor] [Baltić i Dragosavac protiv Miloševića? Ima li podataka o tome?]
Djelovao je u karijeri kao:
- predsjednik Oblasnog Narodnooslobodilačkog odbora za Karlovac
- tajnik pojedinih državnih tajništava Narodne Republike Hrvatske
- predsjednik Privrednog vijeća Sabora SR Hrvatske
- predsjednik i tajnik Savezne vanjskotrgovačke komore
- potpredsjednik Savezne privredne komore
- član Centralnog komiteta Saveza komunista Hrvatske od 1954. godine
- član Izvršnog komiteta CK SKH od 1965. godine
- zamjenik tajnika Izvršnog komiteta CK SKH od 1969. godine
- tajnik Izvršnog komiteta Predsjedništva CK SKH od 1974. godine
- član Centralnog komiteta SKJ i njegovog Predsjedništva od 1978. godine
- tajnik Predsjedništva CK SKJ
- glavni tajnik SKJ (generalni sekretar), od 20. listopada 1981. do 20. lipnja 1982. godine

## Vanjske poveznice
- Dragosavac Dušan Hrvatska enciklopedija. LZMK (životopis)